# Jean-François Germain
Jean-François Germain est un homme politique français né le 29 avril 1762 à Censeau (Jura) et décédé le 22 juillet 1825 à Censeau.
Avocat, il est membre du directoire du département du Jura en 1790. Mis hors la loi comme fédéraliste en 1793, il se réfugie en Suisse. Il est réintégré dans ses fonctions après le 9 thermidor. En 1796, il devient juge au tribunal civil de Lons-le-Saunier.
Il est député du Jura de 1798 à 1804, puis devient conseiller de préfecture, assurant les fonctions de préfet par intérim à plusieurs reprises. Il est de nouveau député du Jura pendant les Cent-Jours.

## Sources
- « Jean-François Germain », dans Adolphe Robert et Gaston Cougny, Dictionnaire des parlementaires français, Edgar Bourloton, 1889-1891 [détail de l’édition]
- « Parish registers: Cuvier 5E134/67 image 65 Date 1756-1770 », sur Archives de Jura - Archives en Ligne - https://archives39.fr/ark:/36595/dk249xslncpg (consulté le 22 juin 2025)